# Hans Christian Bernat
Hans Christian Bernat (* 13. November 2000 in Morud) ist ein dänischer Fußballtorwart. Er war dänischer Nachwuchsnationaltorwart.

## Hintergrund
Die Eltern von Hans Christian Bernats Vater Robert Bernat kommen aus Polen und waren nach dem Zweiten Weltkrieg nach Dänemark geflüchtet. Robert war selber Fußballspieler und lief für Næsby Boldklub, Boldklubben 1909 (B 1909) und Vejle BK auf und für Vejle absolvierte er auch ein Spiel in der Superliga.

## Karriere im Verein
Hans Christian Bernat wurde in Morud, einem Ort auf der Insel Fünen, geboren und spielte für Morud IF sowie für Næsby Boldklub, bevor er in die Jugendabteilung von Odense BK wechselte. Später wechselte er zum FC Nordsjælland, kehrte aber wieder in die Jugendabteilung der Odenser zurück. Bernat trainierte als Jugendlicher zur Probe in England bei Manchester United, eine Verpflichtung kam allerdings nicht zustande. Am 8. Juli 2020 gab er im Alter von 19 Jahren sein Debüt als Profi in der Superliga beim 1:3 im Heimspiel am letzten Spieltag der Saison 2019/20 gegen Silkeborg IF. In der darauffolgenden Saison war Hans Christian Bernat noch Ersatztorhüter und kam für die Profimannschaft in der Liga zu drei Einsätzen, in der Saison danach erkämpfte er sich allerdings ab dem siebten Spieltag einen Stammplatz und kam sowohl in der regulären Saison sowie in der Abstiegsrunde zu insgesamt 26 Einsätzen. In der Saison 2024/25 spielte er für Botev Plovdiv (Bulgarien). Seit der Saison 2025/26 ist er beim Karlsruher SC unter Vertrag.

## Karriere in der Nationalmannschaft
Am 8. Oktober 2015 gab Hans Christian Bernat bei einer 1:3-Niederlage im Testspiel gegen Ungarn sein Debüt für die dänische U16-Nationalmannschaft. Bis 2016 kam er zu insgesamt vier Einsätzen. Von 2016 bis 2017 lief Bernat in sieben Partien für die U17-Nationalmannschaft der Dänen auf und kam dabei zu einem Einsatz in der Qualifikation für die U17-Europameisterschaft 2017 in Kroatien; die Teilnahme wurde verpasst. Später absolvierte er im Jahr 2017 zwei Spiele für die dänische U18. Von 2018 bis 2019 war Hans Christian Bernat dänischer U19-Nationaltorwart und kam für diese Altersklasse in sieben Partien zum Einsatz und spielte dabei auch in der Qualifikation zur U19-Europameisterschaft 2019 in Armenien; in der Qualifikation folgten drei Einsätze und die Teilnahme wurde verpasst. Aktuell gehört er zum Kader der U21-Nationalmannschaft.